# مارك روبنسون
مارك روبنسون (بالإنجليزية: Mark Robinson)‏ (24 يوليو 1981 في المملكة المتحدة - ) هو لاعب كرة قدم بريطاني في مركز الدفاع. شارك مع منتخب إنجلترا لكرة القدم C ‏. أما مع النوادي، فقد لعب مع ستوكبورت كونتي ونادي توركي يونايتد ونادي ميدلزبره ونادي هارتلبول يونايتد ونادي يورك سيتي ونوتينغهام فورست ونادي سكاربورو ونادي غاينسبورو ترينيتي وويتبي تاون ‏ ونادي غيتزهد ونادي هيرفورد وسبنيمور يونايتد ‏ ونادي بوسطن يونايتد.

## وصلات خارجية
- مارك روبنسون على موقع قاعدة بيانات كرة القدم.إي يو (الإنجليزية)
- مارك روبنسون على موقع Soccerbase.com (لاعب) (الإنجليزية)